# WrestleMania XIX
Wrestlemania XIX foi o décimo nono evento anual do WrestleMania, produzido pela World Wrestling Entertainment (WWE) e transmitido por pay-per-view, que ocorreu em 30 de março de 2003 no Safeco Field em Seattle, Washington. Foi a primeira vez em que um WrestleMania foi realizado neste estado. O público de 54.097 fãs quebrou o recorde de audiência do evento, gerando uma receita de $2,76 milhões.
WrestleMania XIX foi o primeiro evento a ser promovido com o nome "WWE" e o primeiro a ter ocorrido após a extensão de marcas. O evento contou com lutadores do Raw e do SmackDown!. O slogan do WrestleMania XIX foi "Dare to Dream". A música tema oficial para o evento foi "Crack Addict" de Limp Bizkit, que também cantou a música tema ao vivo, bem como "Rollin' (Air Raid Vehicle)" durante a entrada de The Undertaker.
A luta principal do SmackDown foi entre Kurt Angle e Brock Lesnar pelo WWE Championship, na qual Lesnar venceu. A luta principal foi o terceiro combate em WrestleManias entre The Rock e Stone Cold Steve Austin. A luta principal do Raw foi pelo World Heavyweight Championship, que pôs o campeão Triple H contra Booker T, na qual Triple H venceu. As outras lutas de destaque no evento foram a entre Shawn Michaels e Chris Jericho e a street fight entre Hulk Hogan e Mr. McMahon.

## Antes do Evento
A principal rivalidade do Smackdown foi pelo WWE Championship entre o campeão Kurt Angle e o desafiante Brock Lesnar. Angle ganhou o título três meses antes no Armageddon, derrotando o então campeão Big Show, com a ajuda de Lesnar. No Royal Rumble, Angle derrotou Chris Benoit para manter o título, e Lesnar ganhou a luta Royal Rumble para tornar-se o candidato número um para desafiar o WWE Champion na WrestleMania XIX eliminando por último The Undertaker. No mês seguinte no No Way Out, Lesnar e Benoit derrotaram o Team Angle (Kurt Angle, Shelton Benjamin e Charlie Haas) em um Handicap Match. Durante esse Pay Per View, Edge deveria se juntar a Lesnar e Benoit contra o Team Angle em uma Six Man Tag Team Match, mas Edge foi atacado nos bastidores e foi anunciado que ele não poderia participar da luta. No Smackdown de 06 de março, Lesnar derrotou Paul Heyman em uma Steel Cage Match para se tornar o desafiante pelo título de Angle na semana seguinte. No SmackDown! de 13 de março, Angle derrotou Lesnar para manter o seu WWE Championship . Antes da luta começar, Angle, que parecia estar "rezando" no canto do ringue, trocou de lugar com seu irmão Eric. Lesnar depois entrou e a luta começou. Pouco depois após o inicio da luta, Benjamin e Haas vieram ao ringue e distraíram Lesnar, o que permitiu a Eric trocar de lugar com Kurt. Com Lesnar recuperando seu foco na luta, Kurt rapidamente o prendeu em um Small Package, conseguindo a vitória. No SmackDown de 20 de março, a gerente geral do Smackdown Stephanie McMahon disse a Angle que se ele fosse desqualificado ou se Benjamim ou Haas interferissem a seu favor em sua luta na Wrestlemania, ele perderia o título.

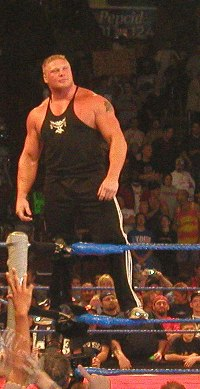
Brock Lesnar que enfrentaria Kurt Angle em sua primeira Wrestlemania

A rivalidade principal do Raw foi entre The Rock e Steve Austin. Na edição de 20 de fevereiro do Smackdown, The Rock voltou à WWE, após um hiato de seis meses a partir do Summerslam. No No Way Out, Rock iria lutar contra Hulk Hogan em uma espécie de revanche da WrestleMania X8, evento onde Rock derrotou Hogan com a ajuda de Vince McMahon. Na edição seguinte do Raw, The Rock voltou participando de uma Battle Royal que determinaria o desafiante pelo World Heavyweight Championship. Rock no entanto, não foi capaz de vencer, pois foi eliminado por Booker T. Após a luta, Rock criticou Steve Austin pelo fato do mesmo ter sido eleito como Superstar da Década pelos fãs da WWE. Em janeiro começou a rixa entre Rock e Austin. Na semana seguinte no Raw, Austin, que estava em um longo hiato, fez o seu regresso a WWE. O mesmo estava fazendo um promo para os fãs, antes de ser interrompido por Rock, que o desafiou para uma combate na Wrestlemania, alegando estar obcecado por não ter conseguido vencer Austin em uma WrestleMania, sendo que os dois lutaram na WrestleMania XV e X- Seven, e Rock perdeu as duas, em um período de quatro anos. Assim que o desafio foi feito , o gerente Geral do Raw, Eric Bischoff, anunciou que na semana seguinte do Raw, Rock teria que enfrentar Booker T em uma luta, e se ele ganhasse, ele teria a opção de enfrentar ou Austin ou Triple H na WrestleMania XIX. No Raw de 10 de Março, Rock, com a aprovação Bischoff, anunciou que iria enfrentar seu oponente mais tarde. Naquela noite, Bischoff anunciou que Rock lutaria com The Hurricane dando a Rock a esperança de que seria uma vitória fácil. No entanto, Austin distraiu Rock durante a luta e permitiu a Hurricane prende-lo em um Roll-Up, vencendo com sucesso, o que fez a luta Austin-Rock na WrestleMania se tornar oficial. No último Raw antes da Wrestlemania, Austin foi proibido de entrar na arena. No entanto, ele entrou para bater em Rock, mas ele já havia fugido.

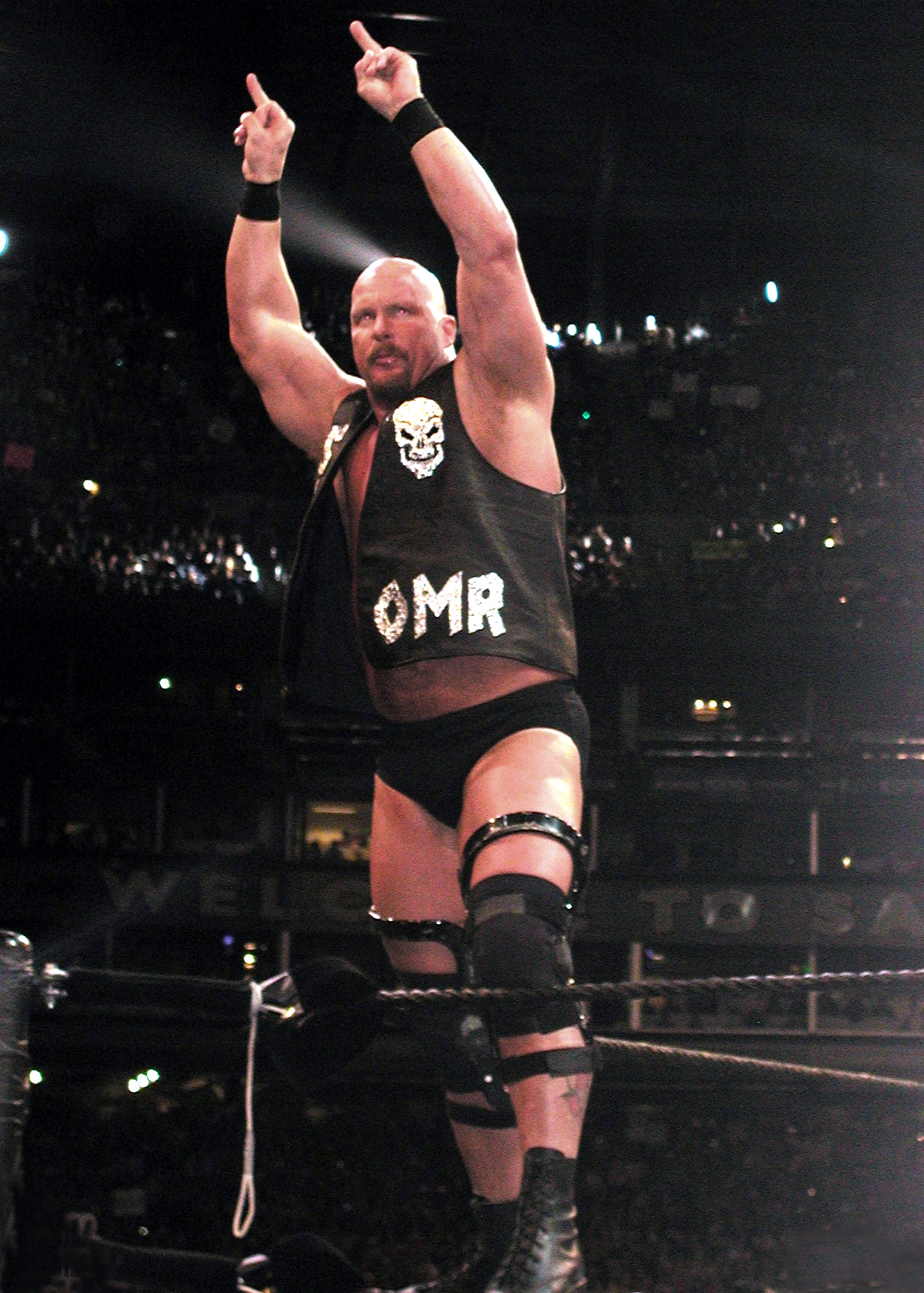
Steve Austin, que lutaria pela última vez em sua carreira no evento

A rivalidade secundária do SmackDown! foi entre Hulk Hogan e Vince McMahon. Um mês antes, no No Way Out, durante uma luta entre Hogan e The Rock, McMahon veio ao ringue, apenas para distrair Hogan, o que permitiu que o árbitro, Sylvan Grenier desse a The Rock uma cadeira, que Rock costumava bater em Hogan e imobilizá-lo para vencer. Depois do No Way Out, McMahon declarou que a Hulkamania estava morta e proclamar uma nova mania; a McMahonamania. No Smackdown de 06 de março, Hogan informou a McMahon que a Hulkamania não estava morta e que McMahon não tinha nada a ver com a criação dela. McMahon informou a Hogan que ele não odiava Fãs de Hulk ou da Hulkamania, mas que ele odiava Hogan. Ele, então, disse a Hogan que ele o odiava por deixar WWE (então conhecido como o WWF) para ir para a WCW e por testemunhar contra ele no julgamento de esteróides na década de 1990. McMahon passou por desafiar Hogan para um combate na WrestleMania, onde se Hogan perdesse, ele teria que se aposentar do wrestling profissional. Hogan aceitou seu desafio mais tarde naquela noite. Duas semanas mais tarde, no SmackDown de 20 de Março, McMahon e Hogan assinaram um contrato para o seu combate na Wrestlemania. Quando Hogan se preparava para assinar o contrato, McMahon o atacou com uma cadeira de aço por trás. Pouco depois, McMahon bateu várias vezes em Hogan com a cadeira na cabeça, causando-lhe sangramentos. McMahon em seguida, assinou o contrato e forçou Hogan a assinar com seu sangue.
Outra disputa do Raw foi entre Triple H e Booker T, pelo World Heavyweight Championship. Triple H ganhou o título três meses anteriores no Armageddon, derrotando o então campeão Shawn Michaels em uma luta de 3 quedas dentro de uma Hell in a Cell. No Raw de 24 de fevereiro, Booker ganhou uma Battle Royal de 20 homens eliminando por último The Rock, para se tornar o desafiante pelo World Heavyweight Championship na WrestleMania. No Raw de 3 de março, o World Champion, Triple H, fez um promo polêmico sobre Booker T. Triple H minimizou o sucesso Booker T na WCW, apontando que o WCW World Heavyweight Championship já havia sido detido por não lutadores como Vince Russo e David Arquette, alegando seus títulos como uma piada. Ele deu a entender que Booker T, como sendo um criminoso condenado no passado, nunca iria ganhar um campeonato mundial na WWE. Embora isso muitas vezes tenha sido mal interpretado como um promo racista, ele afirmou "pessoas como você", e não a raça negra em geral. No entanto, este promo foi mal-entendido pode ter sido intencional, pois Triple H sabia da polêmica que isso iria gerar. Na conferência antes da Wrestlemania XIX, Michael Cole questionou Triple H a fim de saber se ele tinha intenções racistas em seu promo, e Triple H confirmou que este não era o caso e que apenas se referiu ao passado criminoso de Booker. Uma semana mais tarde, Booker se vingou atacando Triple H no banheiro, deixando-o inconsciente. No Raw de 24 de marco, Booker T & Goldust venceram Triple H & Ric Flair em uma partida de Tag Team.
Outra rixa do Raw foi a disputa pelo WWE Women's Championship, onde a campeã Victoria tinha capturado o título de Trish Stratus em novembro no Survivor Series. Então, um mês depois, no Armageddom, Victoria derrotou Stratus e Jacqueline em uma Triple Threat Match para reter o título feminino. Stratus e Jazz lutaram no Raw da semana seguinte para determinar quem iria desafiar Victoria pelo título na WrestleMania. Durante a luta, Victoria entrou no ringue e acertou as duas com o título, resultando em uma dupla desqualificação. Em seguida, foi anunciado que Victoria iria defender o título contra ambas Stratus e Jazz em um Triple Threat no pay-per-view.

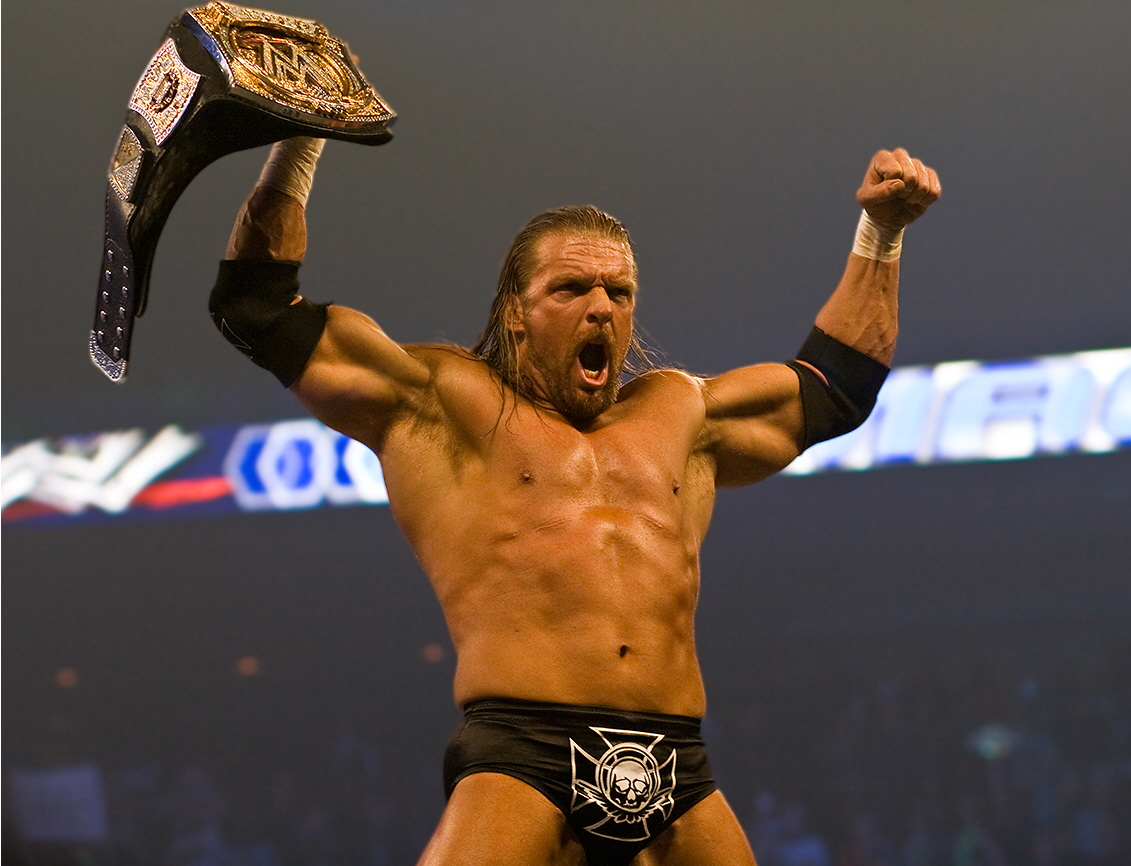
Triple H, que defenderia seu título contra Booker T na Wrestlemania

Outra feud do Raw foi entre Chris Jericho e Shawn Michaels. Quando Michaels foi o convidado para participar do segmento de Jericho no ringue: O Highlight Reel, Jericho alegou que ele tinha idolatrado Michaels a partir da juventude e que ele tinha sido sua inspiração para se tornar um lutador. A rivalidade estava em curso há algum tempo com Jericho sabotando lutas de Michaels, pois o mesmo queria ser o nº1 a entrar no Royal Rumble, mas o número foi concedido a Michaels, o que fez com que Jericho fosse o segundo, a seu próprio pedido, para começar o pay per view lutando unicamente com HBK. Durante o evento, Michaels, foi precocemente eliminado por Jericho, permanecendo no ringue apenas por dois minutos. A rivalidade seria resolvida quando os dois se enfrentassem na Wrestlemania.

## Evento
| Função:                | Nome:                      |
| ---------------------- | -------------------------- |
| Comentaristas          | Michael Cole (SmackDown!)  |
| Comentaristas          | Tazz (SmackDown!)          |
| Comentaristas          | Jerry Lawler (Raw)         |
| Comentaristas          | Jim Ross (Raw)             |
| Comentaristas          | Carlos Cabrera (Espanhol)  |
| Comentaristas          | Hugo Savinovich (Espanhol) |
| Repórteres             | Jonathan Coachman          |
| Repórteres             | Josh Mathews               |
| Anúnciadores de Ringue | Tony Chimel (SmackDown!)   |
| Anúnciadores de Ringue | Howard Finkel (Raw)        |
| Árbitros               | Jack Doan (Raw)            |
| Árbitros               | Earl Hebner (Raw)          |
| Árbitros               | Nick Patrick (Raw)         |
| Árbitros               | Chad Patton (Raw)          |
| Árbitros               | Charles Robinson (Raw)     |
| Árbitros               | Jim Korderas (SmackDown!)  |
| Árbitros               | Brian Hebner (SmackDown!)  |
| Árbitros               | Mike Chioda (SmackDown!)   |
| Árbitros               | Mike Sparks (SmackDown!)   |

### Lutas Preliminares
Antes do evento ser transmitido ao vivo em pay-per-view, uma luta foi exibida pelo Sunday Night Heat entre Chief Morley e Lance Storm vs Kane e Rob Van Dam, na qual os primeiros venceram para reterem o WWE World Tag Team Championship.
Também antes do evento, Ashanti cantou a canção America the Beautiful.
A primeira luta foi uma single match pelo WWE Cruiserweight Championship entre Rey Mysterio e o campeão, Matt Hardy. A luta começou com os dois se estudando, até que Hardy foi rápido o bastante para aplicar um twist of Fate, tentando o pinfall em Mysterio, sem sucesso. Mysterio no entanto, revidou acertando em Hardy um 619, e em seguida, tentou atingi-lo com um West Coast Pop, mas Hardy estava atento e aproveitou o momento em que Mysterio saltava para o prende-lo em um roll-up, e com sucesso derrotou Mysterio, mantendo o Cruiserweight Championship.
A luta seguinte seria uma Tag Team Match entre The Undertaker e Nathan Jones Big Show e A-Train. Foi então anunciado que Undertaker teria que enfrentar tanto Show e Train em uma Handicap Match, pois Jones havia sido pego em uma emboscada antes da luta. Tanto Show quanto Train tinham a vantagem sobre Undertaker no início do combate, até que no meio da luta, Jones interferiu e atacou Show, o que permitiu a Taker executar um Tombstone Piledriver e vencer, elevando sua Streak para 11-0.

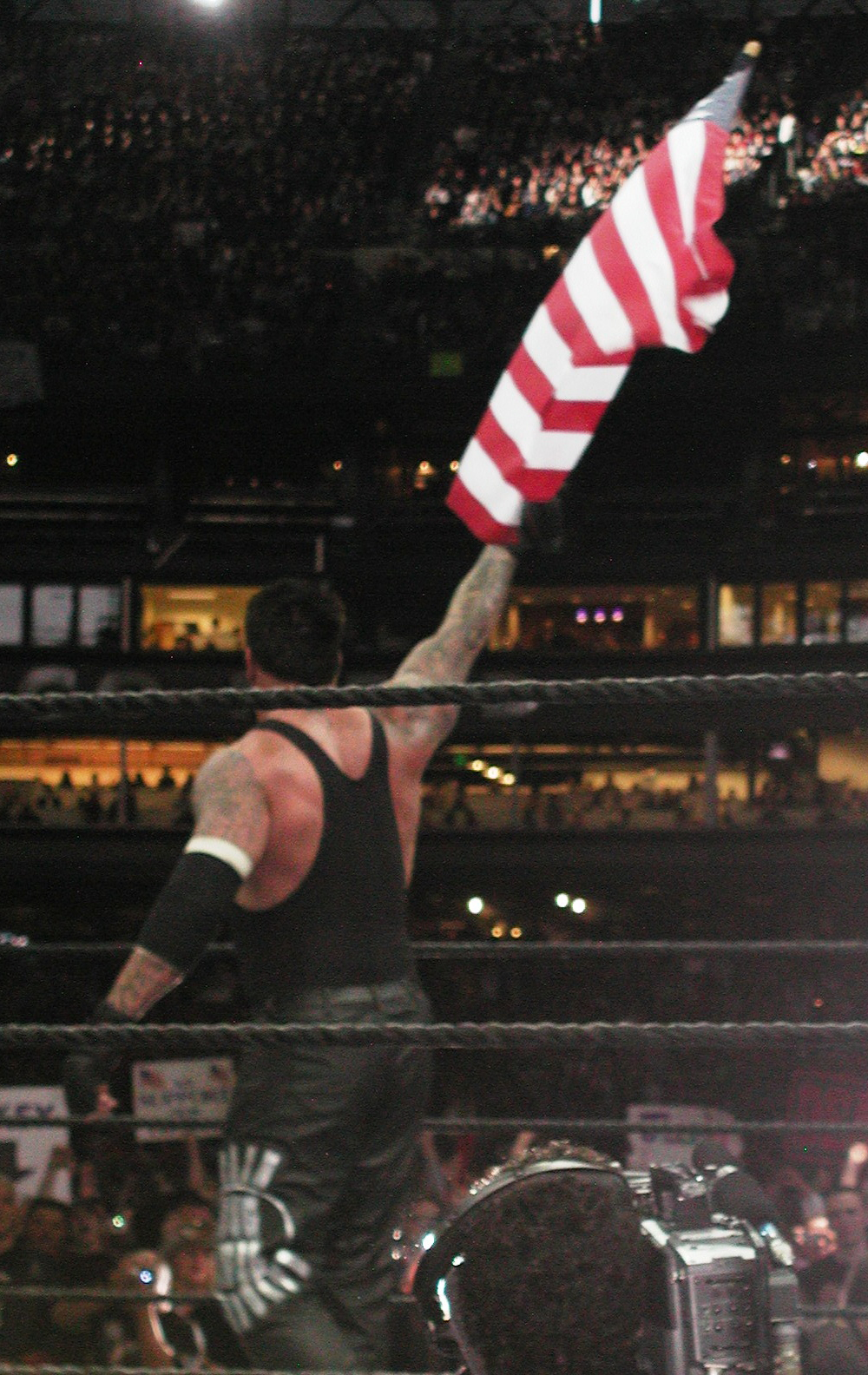
Undertaker antes de lutar contra Big Show e A- Train

A terceira luta foi uma Triple Threat Match pelo Women's Championship, entre Jazz, Trish Stratus, e a campeã, Vitória. Durante toda a luta, Jazz e Victoria se uniram contra Trish com Steven Richards, que estava no canto do ringue corresponde a Vitória, e que iria intervir na luta. Em dado momento da luta, Jazz foi jogada para fora do ringue por cima das cordas, mas no entanto, Richards entrou no ringue com uma cadeira e tentou acertar Stratus com ela, mas errou a mira e arremessou a cadeira para fora das cordas, distração que permitiu a Stratus fazer um Stratusfaction nele. Victoria tentou acertar um Widow's Pick em Stratus, mas Trish se esquivou e a atingiu com um Click Kick, fazendo o pinfall com sucesso, se tornando a campeã feminina. Trish também atingiu sua marca no evento: Se igualou a The Fabulous Moolah no número de reinados com o título.
A luta seguinte foi uma Triple Threat Match pelo WWE Tag Team Championship entre Chris Benoit e Rhyno, contra Los Guerreros (Chavo Guerrero e Eddie Guerrero), e os campeões, Team Angle (Shelton Benjamin e Charlie Haas). A luta foi uma No-Stop Action, com todos os lutadores combatendo sem haver a regra de Tag. Em determinado momento da luta, Rhyno acertou um Spear em Chavo, mas no entanto, Benjamin se aproveitou do ataque de Rhyno e fez o pinfall com sucesso em Chavo. Assim, o Team Angle ganhou e manteve o Tag Team Championship.
A próxima luta seria entre Chris Jericho e Shawn Michaels. Jericho já no começo obteve a vantagem sobre Michaels aplicando no mesmo um Walls of Jericho. Mais tarde na luta, Michaels tentou acertar Jericho com um Sweet Chin Music, mas no entanto, Jericho revidou com mais um Walls of Jericho. Depois de Michaels se libertar da submissão, Jericho tentou um Suplex, mas Michaels respondeu com um roll-up, que deu Michaels um pinfall com sucesso, assim Michaels venceu a luta.

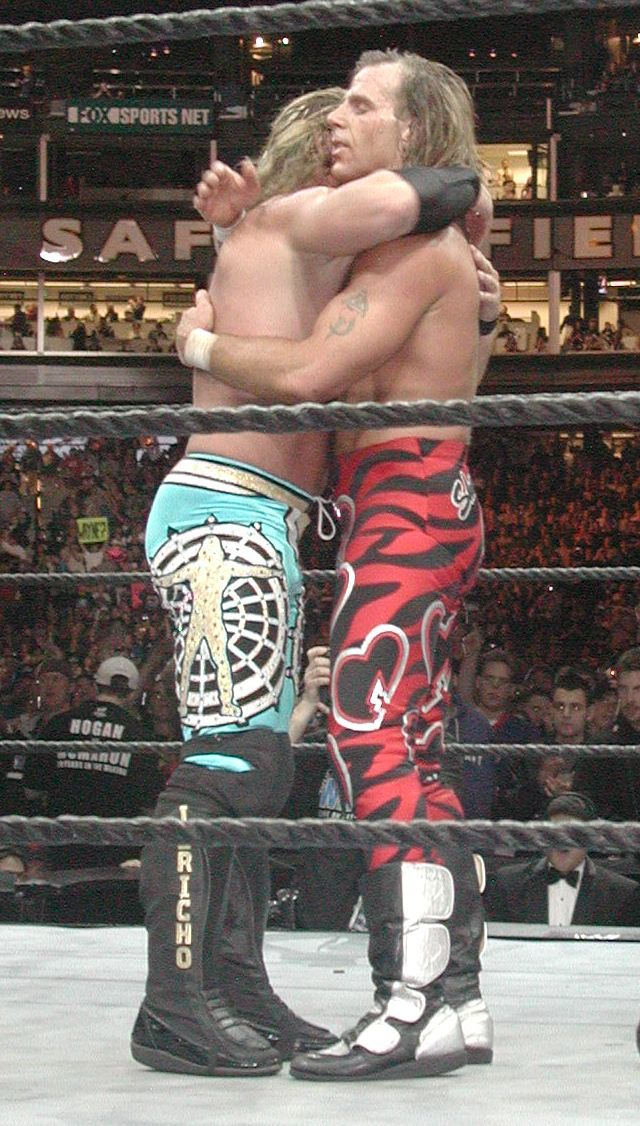
Shawn Michaels e Chris Jericho após o fim da luta.

Antes da próxima luta começar, uma Fatal Four Way Pillow Fight ( com Jonathan Coachman como apresentador) ocorreu entre Stacy Keibler, Torrie Wilson, Tanya Ballinger e Kitana Baker. A partida não ocorreu, mas sim as quatro mulheres uniram-se, puxando para baixo as calças de Coachman e prendendo-o.

### Lutas Principais
A luta seguinte foi pelo World Heavyweight Championship entre Booker T e o campeão, Triple H (HHH).  A luta começou com Booker dominando HHH, mas no entanto, Ric Flair, que estava acompanhando HHH, atacou seu joelho com uma barra de aço no canto do ringue. O ataque permitiu a HHH focar na perna de Booker, aplicou diversas submissões nesse local, incluindo um Indian Death Lock. Booker, no entanto, se enfureceu e assumiu o controle da partida, aplicando em HHH um Leg Drop, mas HHH estava atento e agarrou o joelho ferido de Booker, o que permitiu a ele se recuperar e aplicar um Pedigree seguido de um pinfall com sucesso. Assim Triple H venceu o combate e manteve o World Heavyweight Championship.
A sétima luta foi uma Street Fight entre Hulk Hogan e o presidente da WWE, Vince McMahon. Tanto Hogan quanto McMahon testaram força um do outro no início da partida, até que McMahon jogou Hogan no chão do ringue. Hogan em seguida, rebateu em McMahon com varias cadeiradas, o que causou a McMahon varios sangramentos na cabeça. Mais tarde na luta, Roddy Piper interferiu e atingiu Hogan com um cano. Hogan no entanto, revidou acertando McMahon com um Big Foot seguido de um Leg Drop, vencendo com sucesso.

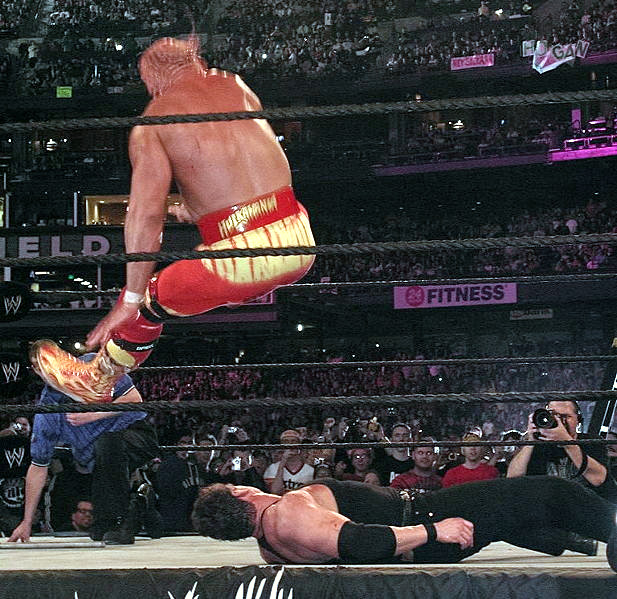
Hulk Hogan aplicando um Leg Drop em Mr. McMahon

A próxima luta, foi entre The Rock e Steve Austin. A luta começou com Austin e Rock brigando no ringue. Durante toda a luta, Rock atacou as pernas de Austin, incluindo um Sharpshooter. Rock em seguida, começou a insultar Austin, colocando o seu colete e imitando seus insultos. Austin, para provoca-lo, aplicou um Rock Bottom do próprio Rock no mesmo. Rock então revidou acertando em Austin um Stone Cold Stunner, sem sucesso. Em seguida, Austin atingiu Rock com um People's Elbow, mas também nao conseguiu encerrar o combate. Rock, em seguida, acertou Austin com três Rock Bottoms, conseguindo o pin e vencendo Austin.

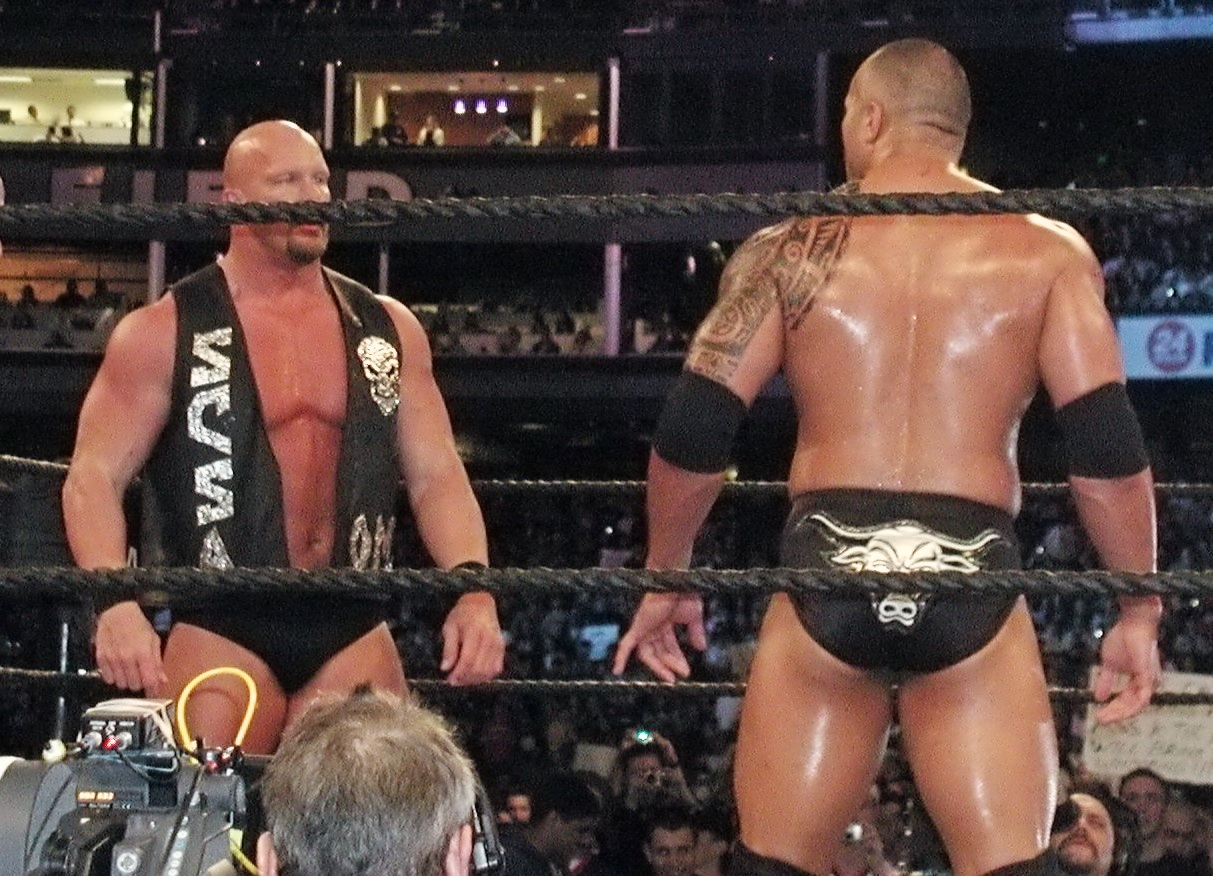
Stone Cold Steve Austin frente a frente com The Rock

O evento principal foi pelo WWE Championship entre Brock Lesnar e o campeão, Kurt Angle, com a estipulação de que não haveria nenhuma vantagem do campeão (em outras palavras, o título pode mudar de mãos por desqualificação ou count out). A luta começou com Lesnar e Angle se observando, até que Angle reverteu um Shoulder Block em um German Suplex. Lesnar, então, tentou se vingar tentando executar eu F-5 em Angle, que no entanto, reverteu em um Ankle Lock, do qual Lesnar conseguiu escapar. Como Lesnar escapou, Angle tentou encerrar a luta com um Angle slam, que no entanto, foi revertido em um F-5 de Lesnar. Com Angle caido, Lesnar subiu no turnbuckle, e dali tentou executar um Shooting Star Press, que resultou num erro de calcúlo por Lesnar, causando no mesmo uma seria lesão no pescoço, que quase o quebrou. Mesmo assim, Lesnar tentou fazer o pin, sem sucesso. Lesnar levantou Angle novamente para atingi-lo com outro F-5, em seguida, tentando o pinfall, fazendo-o com sucesso. Lesnar derrotou Angle, vencendo a luta e conquistando o WWE Championship.

## Depois do Evento
No SmackDown! depois da Wrestlemania, a Gerente Geral Stephanie McMahon anunciou que Kurt Angle sofreu uma lesão no tendão da coxa direita e uma lesão no pescoço, enquanto Lesnar sofreu abalos múltiplos. Mais tarde, ela anunciou que um torneio aconteceria para determinar o desafiante pelo título de Lesnar. No Smackdown de 17 abril, John Cena viria a ser esse desafiante, após derrotar Chris Benoit na partida final do torneio. No Backlash, Lesnar derrotou Cena para manter o WWE Championship. Lesnar teria então uma rivalidade com Big Show, contra quem lutou no Judgement Day para manter o WWE Championship em uma Stretcher Match. Lesnar iria, contudo, perder o WWE Championship no Vengeance para Angle em uma Triple Threat que também envolveu Big Show. Lesnar depois recuperou o WWE Championship de Angle no Smackdown de 18 de setembro, em uma Iron Man Match ganhando de 5-4.
No SmackDown! depois da Wrestlemania, Vince McMahon forçou Hulk Hogan a deixar a WWE para sempre como uma parte de sua história. No Smackdown de 1 de maio, "Mr. America" (que era, na realidade Hogan sob uma máscara), fez sua estréia no "Piper's Pit", onde McMahon prometeu provar que "Mr. América" era, na realidade, Hogan. Também estava envolvido na briga Zach Gowen, um lutador de uma perna só, que foi trazido para brigar com Mr. América. Depois de várias tentativas falhadas para provar que Mr. America era Hogan, McMahon, no Smackdown de 3 de julho, exibiu no telão imagens de Mr. America desmascarado, revelando ser realmente Hogan. Ele então anunciou que Hogan foi demitido da WWE.
No Raw depois da Wrestlemania, Stone Cold Steve Austin foi (na storyline) demitido da WWE  pelo Gerente Geral Eric Bischoff devido a razões médicas. Mais tarde naquela noite, The Rock provocou Austin pela sua demissão, que procedeu a Rock desafiando outro superstar para uma luta. Goldberg iria responder ao desafio de Rock, afirmando: "você [Rock] é o próximo l", o que levou a Goldberg insultar Rock. No Raw de 14 de abril, Rock iria aceitar um desafio feito por Goldberg, o qual havia rejeitado na semana anterior, e que essa luta aconteceria no Backlash. No Backlash, Goldberg venceu Rock. Após a luta, The Rock fez um discurso de despedida em que ele afirmou que iria tirar um ano de férias no wrestling profissional.

## Recepção
O evento recebeu críticas extremamente positivas de diversos sites e publicações de wrestling. Robert Leighty Jr do 411mania deu ao evento uma pontuação geral de 8,5 de 10,0 e disse:
"Isso teria dado certo na WM X-7, uma continuação daquele card foi adiantada para o momento certo. Tudo de Michaels / Jericho foi  bastante impressionante. Esta Mania parece ter sempre um clássico esquecido por alguma razão e eu não sei por que. Definitivamente, foi um show fora de série ".
John Powell, do site de Wrestling Profissional Canadian Online Explorer avaliou o evento como perfeito, dando 10 estrelas, que foi uma classificação superior ao evento do ano anterior. O evento principal entre Brock Lesnar e Kurt Angle pelo WWE Championship foi classificado como o mais alto, com uma pontuação de 9 em 10 estrelas, a partida entre The Rock e Stone Cold Steve Austin foi classificado como 8 de 10 estrelas, a partida entre Booker T e Triple H pelo Campeonato Mundial de Pesos Pesados foi classificado como 7,5 de 10 estrelas, a partida entre Shawn Michaels e Chris Jericho também foi avaliado como 7,5 de 10 estrelas e a Street Fight entre Vince McMahon e Hulk Hogan recebeu a classificação mais baixa, de 4 de 10 estrelas. E ainda disse:
"Criticada por não fazer mais do que o talento que tem, a WWE tinha todas as bases cobertas e provou que, se toda a organização colocar-se diante do esforço, eles podem entregar um produto de entretenimento de qualidade superior aos esportes. WrestleMania XIX não foi apenas um show excelente, mas que certamente ficará como um dos melhores de sempre da WrestleMania"

## Resultados
| Nº                                          | Resultados | Estipulações                                                | Tempo |
| ------------------------------------------- | --- | ----------------------------------------------------------- | ----- |
| Heat                                        | Lance Storm e Chief Morley (c) (com Dudley Boyz) derrotaram Kane e Rob Van Dam                                            | Luta de duplas pelo World Tag Team Championship             | 7:02  |
| 1                                           | Matt Hardy (c) (com Shannon Moore) derrotou Rey Mysterio                                                                  | Luta individual pelo WWE Cruiserweight Championship         | 5:37  |
| 2                                           | The Undertaker derrotou The Big Show e A-Train                                                                            | Luta 2-contra-1                                             | 9:45  |
| 3                                           | Trish Stratus derrotou Victoria (c) (com Steven Richards) e Jazz                                                          | Luta Triple Threat pelo WWE Women's Championship            | 7:17  |
| 4                                           | Team Angle (Shelton Benjamin e Charlie Haas) (c) derrotaram Los Guerreros (Eddie e Chavo Guerrero) e Chris Benoit e Rhyno | Luta Triple Threat de duplas pelo WWE Tag Team Championship | 8:48  |
| 5                                           | Shawn Michaels derrotou Chris Jericho                                                                                     | Luta individual                                             | 22:34 |
| 6                                           | Triple H (c) (com Ric Flair) derrotou Booker T                                                                            | Luta individual pelo World Heavyweight Championship         | 18:45 |
| 7                                           | Hulk Hogan derrotou Mr. McMahon                                                                                           | Street Fight                                                | 20:47 |
| 8                                           | The Rock derrotou Stone Cold Steve Austin                                                                                 | Luta individual                                             | 17:55 |
| 9                                           | Brock Lesnar derrotou Kurt Angle (c)                                                                                      | Luta individual pelo WWE Championship                       | 21:07 |
| (c) – Refere-se aos campeões antes da luta. | |                                                             |       |